# Großsteingräber bei Pomietów
Die Großsteingräber bei Pomietów (auch Großsteingräber bei Pumptow genannt) waren mehrere megalithische Grabanlagen unbekannter Zahl der jungsteinzeitlichen Trichterbecherkultur bei Pomietów (deutsch Pumptow) in der Gmina Dolice (Gemeinde Dölitz) in der Woiwodschaft Westpommern in Polen. Sie lagen allerdings wohl auf dem heutigen Gemeindegebiet der Gmina Przelewice. Die Gräber wurden im 19. Jahrhundert zerstört.

## Lage
Nach einem Bericht von 1826 befanden sich die Gräber auf halber Strecke zwischen Pumptow und Muscherin in der Nähe eines Waldstücks.

## Beschreibung
Die genaue Zahl der Anlagen ist nicht überliefert. Sie besaßen alle ost-westlich orientierte trapezförmige Hünenbetten von unterschiedlicher Länge. An den östlichen Stirnseiten der Betten standen die größten Steine. Nach Westen hin wurden die Betten schmaler und die Umfassungssteine kleiner. Über Grabkammern ist nichts bekannt.